# Iridoplitis iridescens
Iridoplitis iridescens is een vlinder uit de familie tandvlinders (Notodontidae). De wetenschappelijke naam van deze soort is voor het eerst geldig gepubliceerd in 1955 door Sergius Kiriakoff.
De soort komt voor in tropisch Afrika.